# Siskelijärvi (sjö i Salla, Lappland)
Siskelijärvi är en sjö i kommunen Salla i landskapet Lappland i Finland. Arean är 23 hektar och strandlinjen är 3,8 kilometer lång.  Den  ingår i Koundaälvens huvudavrinningsområde.  Sjön ligger omkring 120 kilometer öster om Rovaniemi och omkring 730 kilometer norr om Helsingfors. 
I sjön finns ön Siskelisaari. Siskelijärvi ligger norr om Joutsenlampi. 